# Võ Tùng
Võ Tùng (1891–1964), tên thường gọi là Võ Tòng, Sáu Tùng, bí danh Lưu Khải Hồng, là một nhà cách mạng và chính trị gia Việt Nam.

## Cuộc đời
Võ Tùng sinh năm 1891 ở xã Phổ Nhơn, thị xã Đức Phổ, tỉnh Quảng Ngãi ngày nay. Năm 1908, ông tham gia phong trào chống sưu thuế ở địa phương.
Năm 1909, ông thuộc nhóm thanh niên Quảng Ngãi thứ hai được Hội Duy Tân đưa ra nước ngoài học tập, bao gồm Đoàn Trọng Đường, Huỳnh Long Thạnh, Phạm Cao Đài, Lê Khôi Luân,... Riêng ông cùng Võ Quán (Lâm Quán Trung) được cử sang Trung Quốc học tập tại Bắc Kinh và Thượng Hải. Năm 1911, ông tham gia quân khởi nghĩa trong Cách mạng Tân Hợi, sau đó học tập ở Trường Quân sự Quảng Đông, làm sĩ quan trong quân đội Trung Hoa Dân Quốc, là một trong những người tin cẩn của Phan Bội Châu.
Năm 1916, do sự giám sát của chính quyền sở tại, ông sang hoạt động ở Xiêm dưới sự chỉ đạo của Đặng Tử Kính và Đặng Thúc Hứa. Năm 1926, ông gia nhập Hội Việt Nam Cách mạng Thanh niên, được cử làm Bí thư Phân bộ nước ngoài và được cử đi học tập tại Quảng Châu. Tháng 6 năm 1928, trong thời gian hoạt động bí mật ở Xiêm, Nguyễn Ái Quốc từng sống tại gia đình ông với bí danh Thầu Chín. Cuối năm 1928 đầu 1929, ba chi bộ Thanh niên ở Udon Thani, Sakon Nakhon và Nakhon Phanom ở miền bắc Xiêm được Nguyễn Ái Quốc tổ chức thành Tỉnh bộ Udon, ông là một trong các thành viên của Tỉnh bộ.
Năm 1929, ông là đại biểu chi bộ Xiêm đi dự Đại hội đại biểu lần thứ nhất của Hội Việt Nam Cách mạng Thanh niên. Thông tin khác cho rằng đại biểu Xiêm là Đặng Cánh Tân. Đầu năm 1930, ông di chuyển đến Hương Cảng để tham dự Hội nghị thống nhất các tổ chức cộng sản để thành lập Đảng Cộng sản Việt Nam. Tuy nhiên, khi đến nơi, hội nghị đã kết thúc. Năm 1931, ông bị mật thám Xiêm bắt giữ và bàn giao cho phía Pháp, bị kết án khổ sai chung thân và đi đày ở nhà tù Lao Bảo.
Năm 1936, do áp lực của phong trào đấu tranh đòi dân sinh, dân chủ, ông được giảm án xuống còn 13 năm. Đầu năm 1945, ông được đưa về nhà tại huyện Đức Phổ (Quảng Ngãi) để quản thúc, nhưng vẫn âm thầm hoạt động.
Tháng 3 năm 1945, ông tham gia Ban Tài chính ủng hộ Đội du kích Ba Tơ. Ngày 16 tháng 8, khởi nghĩa Tháng Tám ở huyện Đức Phổ thành công, ông trở thành Chủ tịch Ủy ban nhân dân cách mạng lâm thời huyện. Năm 1948, ông được bầu vào Ban Chấp hành Đảng bộ tỉnh Quảng Ngãi, thay Nguyễn Thiệu đảm nhận vai trò Chủ tịch Ủy ban kháng chiến hành chính tỉnh Quảng Ngãi. Tháng 8 năm 1949, tại phiên họp đầu tiên của Hội đồng nhân dân tỉnh Quảng Ngãi khóa II, ông tiếp tục được bầu giữ chức Chủ tịch tỉnh cho đến năm 1950.
Tháng 8 năm 1954, ông tập kết ra bắc và qua đời ở Hà Nội.

## Gia đình
Trong thời gian ở Xiêm, ông kết hôn với bà Đặng Thị Quỳnh Anh là em họ (con ông chú ruột) của Đặng Nguyên Cẩn và Đặng Thúc Hứa, cô họ của Giáo sư Đặng Thai Mai. Căn nhà của hai người tại Phichit từng là nơi tá túc của các nhà cách mạng Hồ Chí Minh, Lê Hồng Phong, Phạm Hồng Thái,... Do hoàn cảnh xa cách, ông đi bước nữa trong thời gian ở Quảng Ngãi. Năm 1954, sau hơn 20 năm, hai người đoàn tụ tại Hà Nội.

## Tác phẩm
Trong thời gian hoạt động cách mạng, ông có sáng tác một số bài thơ, trong đó nổi tiếng nhất là bài Cây nêu đại thọ.

## Vinh danh
Tên của ông được đặt cho một con đường ở thành phố Quảng Ngãi và thị xã Đức Phổ.